# Arsenura armida
Arsenura armida é um inseto da ordem Lepidoptera; uma mariposa, ou traça, noturna e neotropical da família Saturniidae e subfamília Arsenurinae, classificada em 1779 por Pieter Cramer, com a denominação Phalaena armida, na página 6 do volume 3 da obra De uitlandsche kapellen, voorkomende in de drie waereld-deelen Asia, Africa en America; o seu gênero, Arsenura, classificado por James Duncan em 1841; esta espécie sendo sua espécie-tipo, distribuída desde o México até a América do Sul, na região sudeste e sul do Brasil ao norte da Argentina; o seu holótipo coletado no Suriname.

## Aposematismo
As lagartas de Arsenura armida são gregárias e não possuem cerdas urticantes, embora possam apresentar longos prolongamentos dorsais, se alimentando de plantas dos gêneros Croton (família Euphorbiaceae), Annona (família Annonaceae), Bombacopsis, Bombax, Ceiba, Chorisia, Guazuma, Pachira, Rollinia, Sterculia e Theobroma (família Malvaceae). É a única Arsenurinae conhecida a exibir, em seu estágio larval de desenvolvimento, uma combinação de forte aposematismo, gregarismo e comportamento de seguir trilhas, sendo coloridas com faixas pretas e amarelas brilhantes, que sinalizam seu sabor desagradável, ou que são fatalmente venenosas para os pássaros, descansando, durante o dia, em grandes massas conspícuas nos troncos das árvores e descendo à noite para se alimentar. Ao retornar, ao amanhecer, elas seguem uma trilha com certo tipo de feromônio até sua localização original. Outros membros do gênero Arsenura vivem vidas mais solitárias. Dentre as espécies de plantas atacadas estão Bombax ceiba (paineira-vermelha-da-índia), Ceiba pentandra (mafumeira), Ceiba insignis, Ceiba speciosa (paineira), Croton hemiargyreus, Croton rhamnifolius, Guazuma ulmifolia (mutambo), Pachira quinata, Rollinia longifolia, Rollinia membranacea, Sterculia excelsa e Theobroma cacao (o cacaueiro).

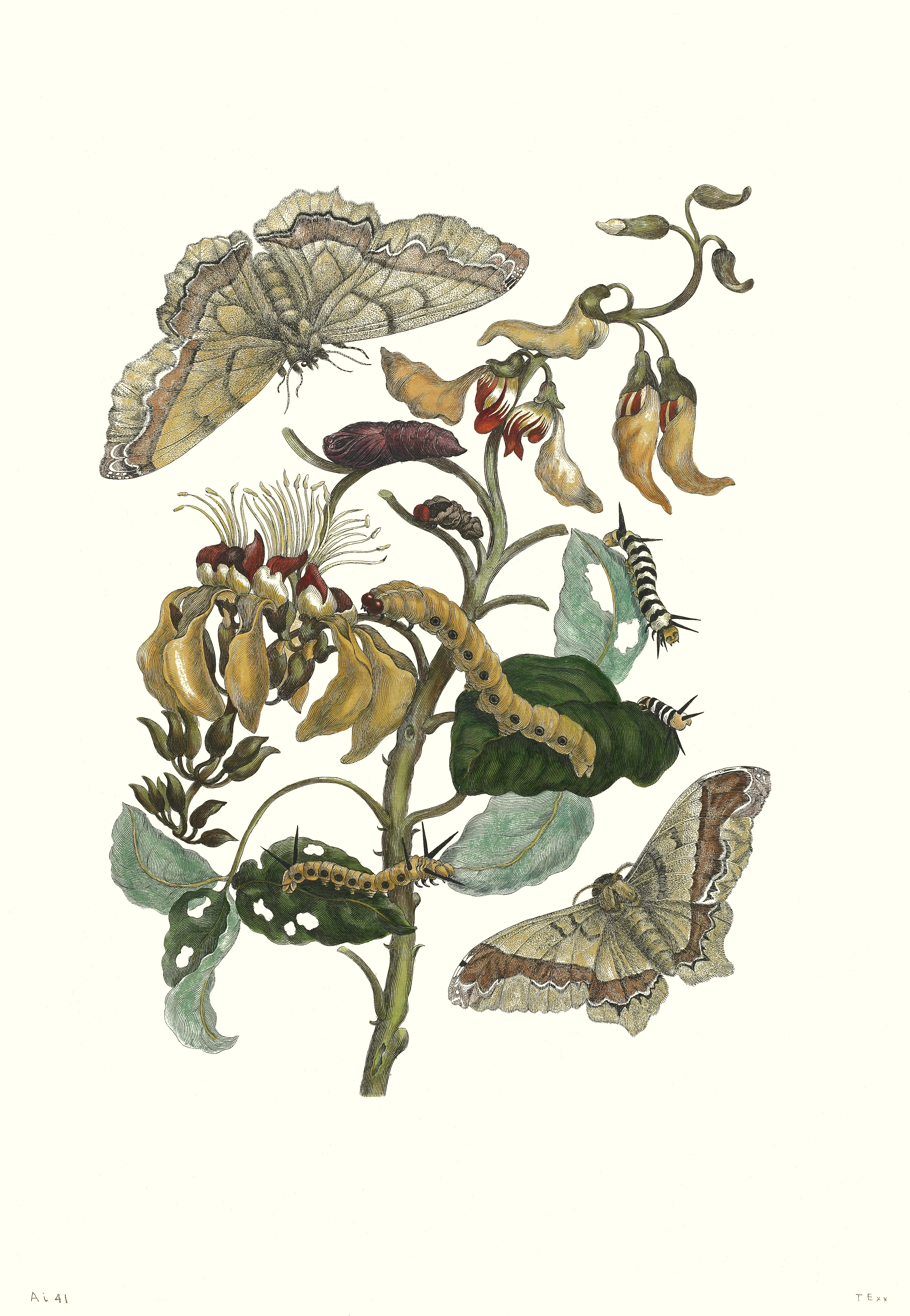
Ilustração de A. armida (1705).